# Pietro Bersia
Piero Bersia (Torino, 10 maggio 1929 – Torino, 23 giugno 2002) è stato un calciatore italiano, di ruolo terzino.

## Carriera
Giocò in Serie A con il Torino ed in Serie B con Cagliari, disputando con gli isolani la maggior parte delle partite della sua carriera, e Messina.
Quindi passò al Crotone, militando nella squadra che, vincendo il Girone H della IV Serie, venne promossa in Serie C.

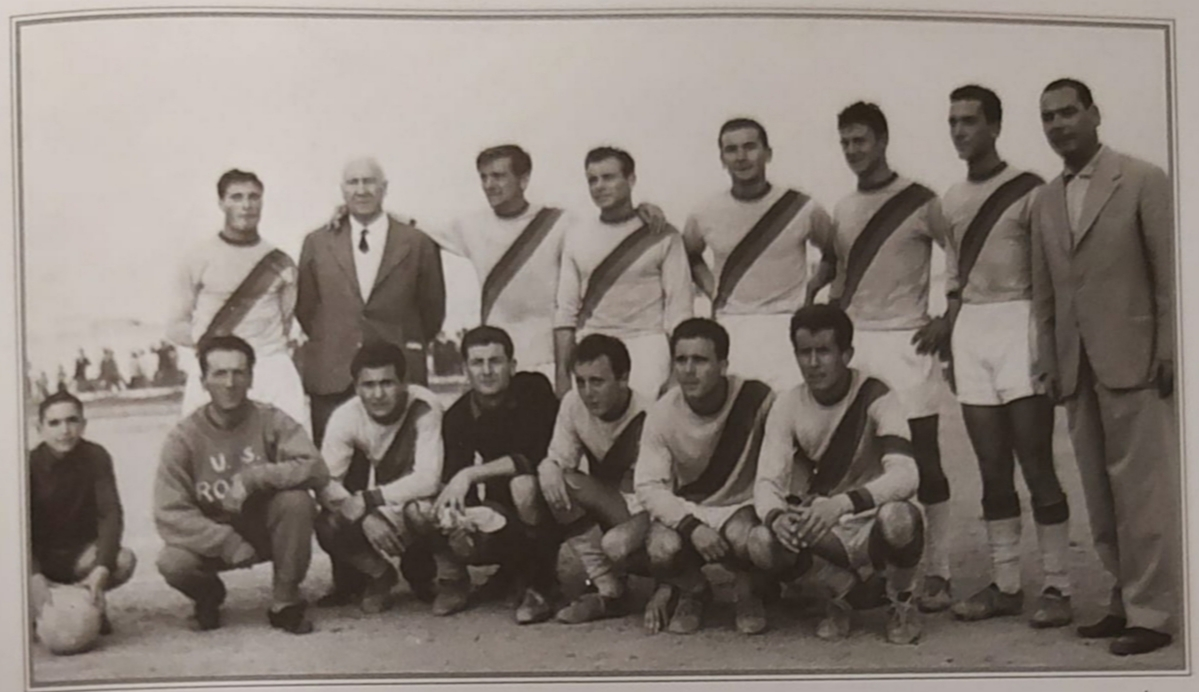
La formazione del Crotone del 1958-59, vincitrice del Girone H della IV Serie. Bersia è il terzo in alto da sinistra.

## Palmarès

### Club

#### Competizioni nazionali
- IV Serie: 1

Crotone: 1958-1959 (girone H)